# بارانداز شهر
بارانداز شهر مربوط به دوره معاصر است و در دماوند، میدان هفده شهریور، خیابان تختی واقع شده و این اثر در تاریخ ۲۲ آبان ۱۳۸۶ با شمارهٔ ثبت ۲۰۱۵۵ به‌عنوان یکی از آثار ملی ایران به ثبت رسیده است.